# Rasburicase
La rasburicase (Nom commercial : Fasturtec en Europe, Elitec aux États-Unis), est la version recombinée d'une urate oxydase, enzyme se rencontrant chez les Mammifères non humains.

## Utilisation
Elle est utilisée dans la prévention et le traitement du syndrome de lyse tumorale, chez les patients sous chimiothérapie pour cancer du sang tels les leucémies et les lymphomes. Elle est également employée pour traiter les hyperuricémies sévères ayant d'autres origines (par exemple, dans la goutte), ainsi que dans d'autres pathologies rhumatologiques.
Elle catalyse la transformation de l'acide urique en allantoïne. L'allantoïne est un métabolite inactif du métabolisme des purines, et est cinq à dix fois plus soluble que l'acide urique : son excrétion rénale est donc  facilitée. La rasburicase est le principal composé utilisé pour prévenir et traiter les affections rénales dues au syndrome de lyse tumorale, du fait qu'il accélère le catabolisme de l'acide urique présent. Les autres options thérapeutiques ne font que réduire la formation de celui-ci.
La rasburicase réduit le risque d'affection rénale et le besoin de transfusion. 
Cependant, le traitement par rasburicase est bien plus cher que les autres thérapies.

## Effets secondaires
- Anaphylaxie
- Methémoglobinémie